# Grand Hustle Records
A Grand Hustle, é uma gravadora dos Estados Unidos e é um subsidiária da Warner Music Group.
Foi fundada em 2003 pelo rapper T.I. e seu sócio Jason Geter.

## Artistas

### Atuais
- 8Ball & MJG (Grand Hustle, E1)
- Big Kuntry King (Grand Hustle, Bread Box Muzic)
- B.o.B (Grand Hustle, Rebel Rock, Atlantic)
- Chip (Grand Hustle, CMAR)
- C-Rod
- D.O.P.E.
- Eddy Boss (Grand Hustle, B Music)
- Spodee
- Yung Booke
- Shad da God
- Doe B
- Killer Mike (Grand Hustle, SMC, Grind Time)
- Kris Stephens
- Mac Boney
- Mitchelle'l (Grand Hustle, Def Jam)
- OMG Girlz (Grand Hustle, Interscope)
- P$C
- Ricco Barrino
- T.I. (Grand Hustle, Columbia)
- Trae tha Truth (Grand Hustle, ABN, Asylum)
- Travi$ Scott (Grand Hustle, Epic)
- Xtaci
- Young Dro (Grand Hustle, E1, Atlantic)

### Afiliados
- AK
- DJ Drama
- Iggy Azalea
- Meek Mill